# Пуерто Сан Хулијан
Пуерто Сан Хулијан, такође историјски позната као Порт Ст. Хулијан, је природна лука у Патагонији, у аргентинској провинцији Санта Круз лоцирана на 49°18’S  67°43’W. У данима једрењака представљао је тачку заустављања, 180 км јужно од града Пуерто Десеадо. Данас је Пуерто Сан Хулијан такође име малог града (6.143 становника према подацима из 2001) који се налази у луци.

## Историја
Име јој је дао португалски истраживач Фернандо Магелан који је тамо стигао 31. марта 1520. године и презимио у луци. Упознали су домаће људе које је Антонио Пигафета описао као џинове и назвао их Патагонијанцима. Иако извештај Пигафета не описује како је дошло до овог имена, каснија популарна тумачења приклонила су се тумачењу које значи „земља великих стопала“. Међутим, ова етимологија је под знаком питања. Термин је највероватније изведен из имена стварног лика, "Патагон", дивљег створења са којим се суочио Прималеон из Грчке, јунак у шпанском витешком роману Франциска Васкеза, објављеном 1512. године, тада веома популарном и омиљеном Магелану. Магеланова перцепција староседелаца, одевених у коже, који једу сирово месо, јасно је подсећање на нецивилизованог Патагона у Васкезовој књизи. Романиста и путописац Брус Четвин у својој књизи "У Патагонији" сугерише етимолошке корене и Патагона и Патагоније, напомињући сличност између „Патагона“ и грчке речи παταγος,  што значи „рикање“ или „шкргут зубима“ (у својој хроници Пигафета описује Патагонце као „људе који ричу као бикови“).
Почетком априла, Магелан се суочио са побуном коју су у поноћ на дан Ускрса предводили његови шпански капетани, али је успео да је савлада, погубивши побуњенике, укључујући једног капетана, а оставивши другог. Напустио је луку 21. августа 1520. и 21. октобра пронашао источни улаз у пролаз који је тражио, теснац који сада носи његово име.
Педесет и осам година касније, Френсис Дрејк је током своје пловидбе стигао до луке, 15. јуна 1578. године и такође одлучио да ту презими. Пронашли су остатке вешала на којима је Магелан погубио побуњенике. Дрејк је такође имао потешкоћа са незадовољством током путовања и оптужио је свог пријатеља Томаса Даутија за издају и подстицање на побуну. На суђењу је Даути проглашен кривим, али само по оптужби за побуну. На Дрејково инсистирање, Даутију је одсечена глава, али овај строги пример није имао жељени ефекат. Све веће тензије између морнара и господе истраживача довеле су скоро до побуне отприлике месец дана касније. Дрејк је одржао говор постављајући правила понашања. У августу су отишли до Магелановог теснаца.
Насеље Флоридабланка, краткотрајну шпанску колонију од приближно 150 људи, основао је недалеко од Сан Хулијана 1780. године краљ Карлос II од Шпаније. Напуштено је 1784. године, а његове рушевине су поново откривене током 1980-их.
Лука је наставила да се користи, а млади природњак Чарлс Дарвин стигао је са истраживачком експедицијом Бигл под командом капетана Роберта ФицРоја у јануару 1834. Док је Бигл изводио своје хидрографско истраживање, Дарвин је истраживао локалну геологију на литицама у близини луке и пронашао фосиле делова кичме и задње ноге „неке велике животиње, маштам о мамуту“. На повратку у Енглеску је анатом Ричард Овен открио да су кости биле у ствари од огромног створења налик на ламу и камилу, коју је Овен назвао Макраухенија. Ово је било једно од открића која су довела до настанка Дарвинове теорије.
Током касног 19. и почетком 20. века, Сан Хулијан и околина били су важан регион узгајања оваца, а компанија „Свифт“ поставила је комплекс погона замрзивача, дуж обале северно од самог града.
Током Фокландског рата 1982. (шп. Guerra de las Malvinas/Guerra del Atlántico Sur), пошто је Сан Хулијан једна од најближих тачака острвима, градско узлетиште користило је аргентинско ваздухопловство. Две ескадриле ловаца извеле су 149 налета против Британаца у 45 дана операција. Иронично, многи први становници Пуерто Сан Хулијана били су британски поданици са Фокландских острва, као део овчарске индустрије у региону.

## Клима
Пуерто Сан Хулијан има хладну полу-степску климу (Кепенова класификација климата: BSk) која је ипак блага због своје географске ширине. Лета су блага и сува, док је зими температура изнад замрзавања, мразеви су чести, мада често и слаби током ноћи. 
| Клима Puerto San Julián (1981–2010, extremes 1951–1960 and 1962–present)      | Клима Puerto San Julián (1981–2010, extremes 1951–1960 and 1962–present) | Клима Puerto San Julián (1981–2010, extremes 1951–1960 and 1962–present) | Клима Puerto San Julián (1981–2010, extremes 1951–1960 and 1962–present) | Клима Puerto San Julián (1981–2010, extremes 1951–1960 and 1962–present) | Клима Puerto San Julián (1981–2010, extremes 1951–1960 and 1962–present) | Клима Puerto San Julián (1981–2010, extremes 1951–1960 and 1962–present) | Клима Puerto San Julián (1981–2010, extremes 1951–1960 and 1962–present) | Клима Puerto San Julián (1981–2010, extremes 1951–1960 and 1962–present) | Клима Puerto San Julián (1981–2010, extremes 1951–1960 and 1962–present) | Клима Puerto San Julián (1981–2010, extremes 1951–1960 and 1962–present) | Клима Puerto San Julián (1981–2010, extremes 1951–1960 and 1962–present) | Клима Puerto San Julián (1981–2010, extremes 1951–1960 and 1962–present) | Клима Puerto San Julián (1981–2010, extremes 1951–1960 and 1962–present) |
| Показатељ \ Месец                                                             | .Јан.                                                                    | .Феб.                                                                    | .Мар.                                                                    | .Апр.                                                                    | .Мај.                                                                    | .Јун.                                                                    | .Јул.                                                                    | .Авг.                                                                    | .Сеп.                                                                    | .Окт.                                                                    | .Нов.                                                                    | .Дец.                                                                    | .Год.                                                                    |
| ----------------------------------------------------------------------------- | ------------------------------------------------------------------------ | ------------------------------------------------------------------------ | ------------------------------------------------------------------------ | ------------------------------------------------------------------------ | ------------------------------------------------------------------------ | ------------------------------------------------------------------------ | ------------------------------------------------------------------------ | ------------------------------------------------------------------------ | ------------------------------------------------------------------------ | ------------------------------------------------------------------------ | ------------------------------------------------------------------------ | ------------------------------------------------------------------------ | ------------------------------------------------------------------------ |
| Апсолутни максимум, °C (°F)                                                   | 37,5 (99,5)                                                              | 37,4 (99,3)                                                              | 36,8 (98,2)                                                              | 30,7 (87,3)                                                              | 25,2 (77,4)                                                              | 22,8 (73)                                                                | 19,3 (66,7)                                                              | 23,4 (74,1)                                                              | 29,8 (85,6)                                                              | 31,4 (88,5)                                                              | 32,2 (90)                                                                | 35,8 (96,4)                                                              | 37,5 (99,5)                                                              |
| Максимум, °C (°F)                                                             | 23,1 (73,6)                                                              | 22,2 (72)                                                                | 19,7 (67,5)                                                              | 15,7 (60,3)                                                              | 10,7 (51,3)                                                              | 7,1 (44,8)                                                               | 7,3 (45,1)                                                               | 9,9 (49,8)                                                               | 13,3 (55,9)                                                              | 16,6 (61,9)                                                              | 19,6 (67,3)                                                              | 21,5 (70,7)                                                              | 15,56 (60,02)                                                            |
| Просек, °C (°F)                                                               | 16,3 (61,3)                                                              | 15,6 (60,1)                                                              | 13,2 (55,8)                                                              | 9,8 (49,6)                                                               | 6,2 (43,2)                                                               | 3,4 (38,1)                                                               | 3,2 (37,8)                                                               | 4,8 (40,6)                                                               | 7,4 (45,3)                                                               | 10,4 (50,7)                                                              | 13,2 (55,8)                                                              | 15,1 (59,2)                                                              | 9,88 (49,79)                                                             |
| Минимум, °C (°F)                                                              | 9,7 (49,5)                                                               | 9,2 (48,6)                                                               | 7,4 (45,3)                                                               | 4,9 (40,8)                                                               | 2,0 (35,6)                                                               | −0,1 (31,8)                                                              | −0,4 (31,3)                                                              | 0,6 (33,1)                                                               | 2,2 (36)                                                                 | 4,4 (39,9)                                                               | 6,7 (44,1)                                                               | 8,6 (47,5)                                                               | 4,6 (40,29)                                                              |
| Апсолутни минимум, °C (°F)                                                    | −0,8 (30,6)                                                              | −1,8 (28,8)                                                              | −2,5 (27,5)                                                              | −6,1 (21)                                                                | −8,8 (16,2)                                                              | −13,8 (7,2)                                                              | −12,3 (9,9)                                                              | −9,8 (14,4)                                                              | −8,6 (16,5)                                                              | −5,3 (22,5)                                                              | −2,1 (28,2)                                                              | −0,4 (31,3)                                                              | −13,8 (7,2)                                                              |
| Количина падавина, mm (in)                                                    | 14,3 (0,563)                                                             | 22,5 (0,886)                                                             | 23,4 (0,921)                                                             | 19,1 (0,752)                                                             | 31,1 (1,224)                                                             | 33,7 (1,327)                                                             | 22,5 (0,886)                                                             | 18,3 (0,72)                                                              | 14,3 (0,563)                                                             | 17,3 (0,681)                                                             | 14,9 (0,587)                                                             | 20,2 (0,795)                                                             | 251,6 (9,905)                                                            |
| Дани са падавинама (≥ 0.1 mm)                                                 | 6,4                                                                      | 6,3                                                                      | 6,7                                                                      | 7,4                                                                      | 8,6                                                                      | 8,4                                                                      | 6,5                                                                      | 6,8                                                                      | 5,9                                                                      | 6,4                                                                      | 6,6                                                                      | 7,5                                                                      | 83,5                                                                     |
| Релативна влажност, %                                                         | 50,9                                                                     | 55,3                                                                     | 58,0                                                                     | 62,5                                                                     | 69,9                                                                     | 74,4                                                                     | 72,4                                                                     | 68,1                                                                     | 62,3                                                                     | 56,4                                                                     | 51,6                                                                     | 51,4                                                                     | 61,1                                                                     |
| Сунчани сати — месечни просек                                                 | 248,0                                                                    | 211,9                                                                    | 204,6                                                                    | 141,0                                                                    | 120,9                                                                    | 117,0                                                                    | 120,9                                                                    | 139,5                                                                    | 165,0                                                                    | 220,1                                                                    | 249,0                                                                    | 272,8                                                                    | 2.210,7                                                                  |
| Сунчани сати — дневни просек                                                  | 8,0                                                                      | 7,5                                                                      | 6,6                                                                      | 4,7                                                                      | 3,9                                                                      | 3,9                                                                      | 3,9                                                                      | 4,5                                                                      | 5,5                                                                      | 7,1                                                                      | 8,3                                                                      | 8,8                                                                      | 6,06                                                                     |
| Извор #1: Servicio Meteorológico Nacional (normals and extremes 1962–present) |                                                                          |                                                                          |                                                                          |                                                                          |                                                                          |                                                                          |                                                                          |                                                                          |                                                                          |                                                                          |                                                                          |                                                                          |                                                                          |
| Извор #2: Secretaria de Mineria, Deutscher Wetterdienst (sun, 1980–1990)      |                                                                          |                                                                          |                                                                          |                                                                          |                                                                          |                                                                          |                                                                          |                                                                          |                                                                          |                                                                          |                                                                          |                                                                          |                                                                          |

## Истакнути становници
- Вивиана Алдер, антарктичка истраживачица